# The Jester Race
The Jester Race er et album af det svenske melodiske dødsmetalband In Flames der blev udgivet i 1996. The Jester Race menes stadig at være en af de største indflydelseskilder på melodisk dødsmetal. Det er også In Flames' første konceptalbum og det første hvor Anders Fridén er vokalist. Det generelle albumtema er menneskets svagheder som svigt og arrogance. Mennesker er omtalt som hofnarer der demoralisere og ødelægger moderjord. En musikvideo til sangen "Artifacts of the Black Rain" blev også udgivet.  

## Numre
1. "Moonshield" – 5:01
2. "The Jester's Dance" – 2:09
3. "Artifacts of the Black Rain" – 3:15
4. "Graveland" – 2:46
5. "Lord Hypnos" – 4:01
6. "Dead Eternity" – 5:01
7. "The Jester Race" – 4:51
8. "December Flower" – 4:10
9. "Wayfaerer" – 4:41
10. "Dead God In Me" – 4:15

### Ekstra numre (Genudgivelse i 2002)
1. "Goliaths Disarm Their Davids" – 4:55
2. "Gyroscope" – 3:23
3. "Acoustic Medley" – 2:32
4. "Behind Space" (Live) – 3:36

### Japansk udgave
1. "Dead Eternity" – 5:01
2. "The Jester Race" – 4:51
3. "Graveland" – 2:46
4. "Moonshield" – 5:01
5. "The Jester's Dance" – 2:09
6. "December Flower" – 4:10
7. "Artifacts of the Black Rain" – 3:15
8. "Dead God In Me" – 4:15
9. "Wayfaerer" – 4:41
10. "Lord Hypnos" – 4:01
11. "Dead Eternity (demo)" – 5:02
12. "The Inborn Lifeless (demo)" – 3:22

## Personel
- Björn Gelotte – Trommer, guitar
- Anders Fridén – Vokal
- Jesper Strömblad – Guitar
- Glenn Ljungström – Guitar
- Johan Larsson – Bas, guitar
- Fredrik Nordström – Keyboard